# Hermannia litoralis
Hermannia litoralis är en malvaväxtart som beskrevs av Verdoorn. Hermannia litoralis ingår i släktet Hermannia och familjen malvaväxter. Inga underarter finns listade i Catalogue of Life.